# Jaime Gil
Jaime Gil (Sunchales, Santa Fe, 25 de julio de 1912 – Río Cuarto, Córdoba, 7 de enero de 1981) fue un escribano, abogado y político argentino. Ocupó en tres ocasiones el cargo de intendente de la ciudad de Río Cuarto (1963–1967; 1966–1967; 1979–1980), y se desempeñó como Ministro de Bienestar Social de la provincia de Córdoba entre 1971 y 1973. Fue una figura destacada de la Unión Cívica Radical en Córdoba.

## Biografía
Nació en Sunchales, provincia de Santa Fe, el 25 de julio de 1912. En 1925 se radicó en la ciudad de Río Cuarto, donde cursó estudios en el Colegio Nacional y luego se graduó como escribano en la Universidad Nacional de Córdoba en 1936. Más tarde, en 1962, obtuvo su título de abogado en la misma universidad.
En 1938 contrajo matrimonio con Marta del Carmen Müller Álvarez, con quien tuvo seis hijos.
Ejerció como escribano asociado con José Luis Pereyra y Aquiles C. Mugnaini. Además, fue profesor adjunto en la cátedra de Historia de las Doctrinas Económicas en la Universidad del Centro de Río Cuarto.

## Trayectoria política
Militante de la Unión Cívica Radical, lideró el Movimiento de Unidad Radical (MUR). Fue escribano municipal (1955–1956) y concejal por la Unión Cívica Radical del Pueblo (1958–1960). Fue electo intendente en 1963 y volvió a ocupar el cargo como comisionado en 1966 y 1979.
Entre 1971 y 1973 se desempeñó como Ministro de Bienestar Social de la Provincia de Córdoba, donde promovió la creación del Banco Social de Córdoba y el Instituto Provincial de Asistencia Médica (IPAM).

### Intendente de Río Cuarto
Durante su primera gestión (1963–1966), se realizaron importantes obras como la pavimentación urbana, remodelación de la Plaza Olmos, la creación de la Bolsa Comunal de Trabajo, el Instituto Municipal de Protección al Menor, y el Registro Civil del Barrio Alberdi. En 1964, Río Cuarto fue hermanada con la ciudad de Abilene, Texas.
En su segundo período (1966–1967),adoptó oficialmente el escudo de la ciudad.
Durante su tercera intendencia (1979–1980), realizó obras como la canalización del arroyo El Bañado, la construcción del dispensario de Banda Norte, y la expansión del alumbrado público. Renunció en 1980 por motivos de salud.

## Otras actividades
Fue socio fundador del Aero Club Río Cuarto (1932), de la peña tradicionalista "Surco" (1939), y presidió el Rotary Club Río Cuarto (1978–1979). Destacado ajedrecista, ganó 17 campeonatos locales entre 1929 y 1952, y promovió la enseñanza del ajedrez escolar desde el ámbito ministerial.

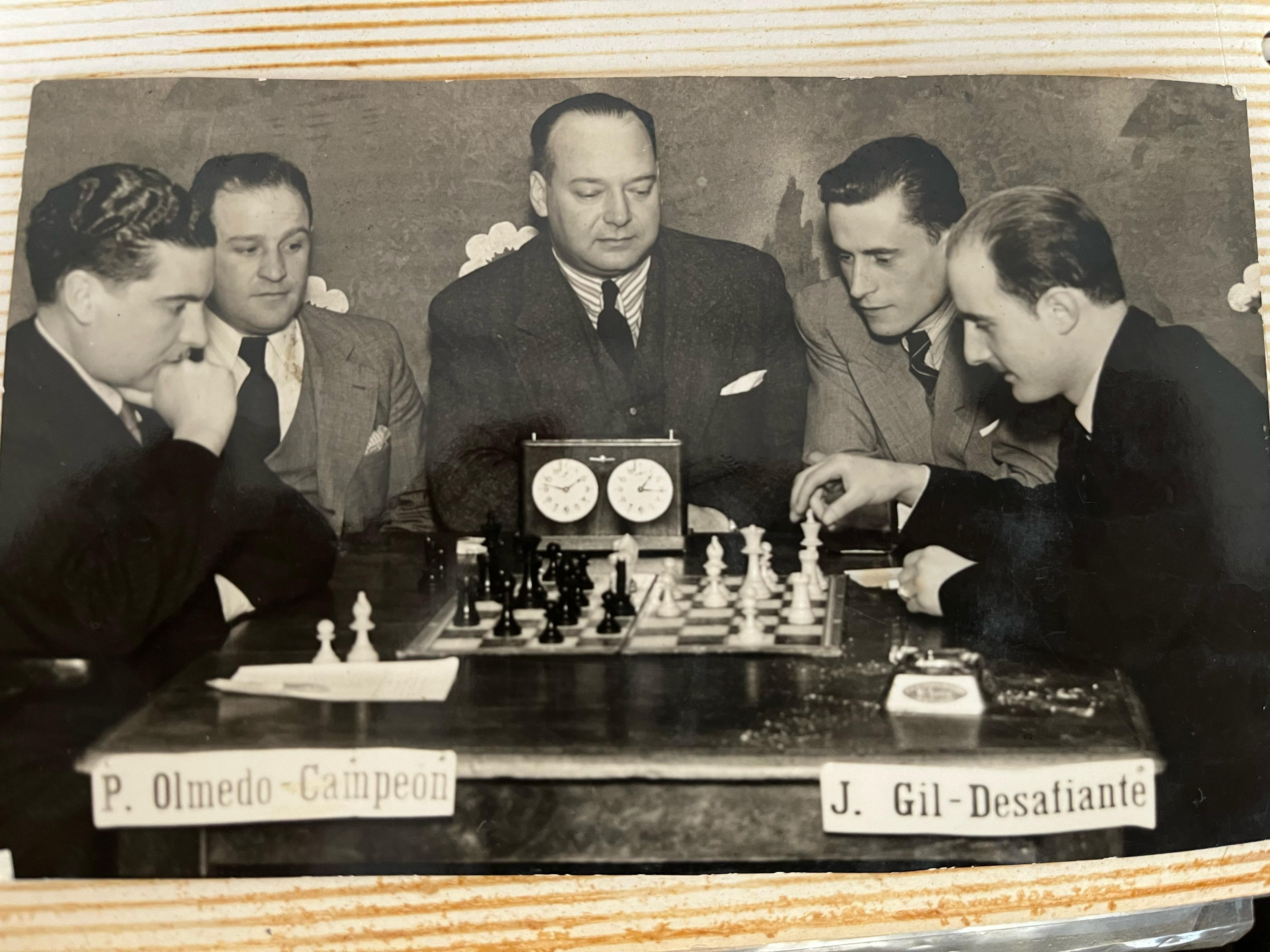

## Fallecimiento y legado
Falleció el 7 de enero de 1981 en Río Cuarto. En homenaje, una avenida de la ciudad lleva su nombre, y el Concejo Deliberante reconoció su labor como intendente.